# Lavendulana
La lavendulana és un mineral de la classe dels arsenats. Va ser descoberta l'any 1837 per Johann Friedrich August Breithaupt, rebent el seu nom del seu color lavanda. Pertany i dona nom al grup de la lavendulana.

## Característiques
La lavendulana és un mineral blau translúcid a blau o verdós, amb una lluentor vítria, setinada en els agregats, i una ratlla de color blau clar. Cristal·litza en el sistema monoclínic, i es troba en forma de crostes botrioides de petites fibres radiades. Les macles són comunes. El mineral és fràgil, amb una fractura irregular. És molt suau, amb una duresa de 2,5 a l'escala de Mohs, entre el guix i la calcita. És també relativament densa, sent la seva gravetat específica de 3,84, propera a la de topazi, i molt més densa que el quars (gravetat específica 2.5 a 2.7). És fàcilment soluble en àcid clorhídric.
És un mineral dimorf de la lemanskiite, i l'anàleg amb calci de la zdenekita. És isostructural amb la sampleita, el seu anàleg arsenat, amb la qual forma una sèrie de solució sòlida. És químicament i visualment molt similar a la mahnertita.
Segons la classificació de Nickel-Strunz, la lavendulana pertany a «08.DG - Fosfats, etc, amb cations de mida mitjana i gran, (OH, etc.):RO₄ < 0,5:1» juntament amb els següents minerals: sampleïta, shubnikovita, zdenĕkita i lemanskiïta.

## Formació i jaciments
A la seva localitat tipus, a Jáchymov (Bohèmia, República Txeca), la lavendulana es presenta associada amb eritrina i un molibdat de cobalt originalment anomenat pateraïta, actualment desacreditada. S'associa també amb cuprita, malaquita, calcofil·lita, cianotriquita, parnauita, mansfieldita, olivenita, tennantita, covel·lita, calcantita, antlerita, brochantita, geminita, o'danielita, tsumcorita, fahleita, quars, calcita i guix. Als territoris de parla catalana ha estat descrita a la mina «Iris 18» d'Escornalbou, a Riudecanyes (Baix Camp, Tarragona) i a la mina Linda Mariquita (El Molar, Priorat).

## Grup de la lavendulana
El grup de la lavendulana està format per tres espècies minerals. A més a més, la mahnertita, la richelsdorfita, l'andyrobertsita i la calcioandyrobertsita són espècies estructuralment relacionades amb aquest grup.
| Espècie     | Fórmula                |
| ----------- | ---------------------- |
| Lavendulana | NaCaCu₅(AsO₄)₄Cl·5 H₂O |
| Sampleïta   | NaCaCu₅(PO₄)₄Cl·5 H₂O  |
| Zdenĕkita   | NaPbCu₅(AsO₄)₄Cl·5 H₂O |